# Lista de monarcas de Antígua e Barbuda

## Monarcas
| Entrada               | Saída    | Monarca                              |
| --------------------- | -------- | ------------------------------------ |
| 1 de Novembro de 1981 | 2022     | Elizabeth II (Rainha do Reino Unido) |
| 2022                  | presente | Carlos III (Rei do Reino Unido)      |